# حلة العزامة (جازان)
قرية حِلَّة العَزامة، إحدى قرى منطقة جازان وهي قرية سكنية تابعة لبلدية محافظة محافظة بيش جنوب غرب المملكة العربية السعودية، تبعد حوالي 7 كم إلى الجنوب من محافظة بيش كما وتبعد حوالي 20 كم إلى الشمال من محافظة صبيا على الطريق الدولي.

## الموقع
تقع حلة العزامة في الجزء الشمالي ضمن إقليم تهامة والذي ينحصر ما بين البحر الأحمر والمرتفعات الجبلية ويمر في هذا السهل وادي بيش وهو من أكبر أودية المنطقة والذي يرفده أكثر من تسعين رافداً وبذلك تتميز أراضي المنطقة بخصوبة أراضيها ذات الزراعات المتعددة، بالقرب من مدينة بيش، في الجزء الجنوبي الغربي من المملكة العربية السعودية، وتبعد حوالي ستين كيلومترا بالاتجاه الشمالي الشرقي من مدينة جازان، عند خط طول 42 درجة وخط العرض 17 درجة.

## انظر ايضاً
- السلامة العليا
- المجديرة
- الميلة

## وصلات خارجية
- حصر الخدمات بالمدن والقرى بمنطقة جازان. نسخة محفوظة 25 يناير 2020 على موقع واي باك مشين.
- دليل الخدمات بمنطقة جازان.